# El Esquilón
El Esquilón är en ort i Mexiko.   Den ligger i kommunen Jilotepec och delstaten Veracruz, i den sydöstra delen av landet, 230 km öster om huvudstaden Mexico City. El Esquilón ligger 1 323 meter över havet och antalet invånare är 133.
Terrängen runt El Esquilón är lite bergig. Runt El Esquilón är det mycket tätbefolkat, med 3 369 invånare per kvadratkilometer. Närmaste större samhälle är Xalapa, 10,7 km söder om El Esquilón. I omgivningarna runt El Esquilón växer huvudsakligen savannskog.